# Троїцька церква (Купичів)
Свято-Троїцька церква — православний храм-усипальниця у селі Купичів Ковельського району Волинської області. Збудована у 1825 році як родова усипальниця родини Леванідових. Пам'ятка архітектури місцевого значення. Розташована за селом, на кладовищі, що знаходиться обабіч дороги на Озеряни. На даний час не діє та перебуває на реставрації.

## Історія

### Заснування та ранній період
Церкву Святої Трійці було збудовано у 1825 році на кошти місцевої поміщиці Дарії Леванідової. За поширеними переказами, Дарія (до шлюбу Наришкіна) була коханкою російського імператора Олександра І. Щоб уникнути розголосу, цар видав її заміж за свого друга, майора Миколу Леванідова, та подарував подружжю 19 маєтків, зокрема й у Купичеві, який Леванідови обрали для проживання.
Храм одразу задумувався як усипальниця для знатних людей. У підземеллі були вимуровані спеціальні ніші для домовин. Першим там поховали Миколу Леванідова. Згодом поруч із ним знайшла вічний спочинок і його дружина Дарія, яка пережила чоловіка на багато років. За переказами, до Першої світової війни у підземеллі церкви-усипальниці знаходилось до 30 домовин місцевих заможних людей. Церква не мала власного приходу і слугувала виключно як родова усипальниця.

### XX століття
Під час Першої світової війни солдати (ймовірно, російської або австро-угорської армії) сплюндрували поховання у пошуках коштовностей.
У Другій світовій війні, 27 квітня 1944 року, під час помилкового бомбардування села радянською авіацією, згоріла стара дерев'яна Преображенська церква 1753 року. Після цього богослужіння тимчасово проводилися у Троїцькій церкві. Однак невдовзі, у 1947 році, чеська громада, залишаючи село в рамках обміну населенням, передала православній громаді свій колишній євангелічний костел, збудований у 1933—1938 роках, який став новою Преображенською церквою.
Після цього цвинтарна церква Святої Трійці почала занепадати і за радянських часів зазнала значних руйнувань.

### Сучасність
На початку XXI століття розпочалася реставрація храму. Відновлювальні роботи фінансуються коштами СВК «Дружба» та його голови, депутата обласної ради Петра Камельчука. На даний час церква не є діючою.

## Архітектура
Церква збудована з місцевої цегли у стилі класицизму. Це велика споруда з чотирма масивними колонами. Рішенням виконавчого комітету Волинської обласної ради народних депутатів від 3 квітня 1992 року № 76 церкву внесено до переліку пам'яток архітектури місцевого значення під охоронним номером 2312-Вл.

## Галерея

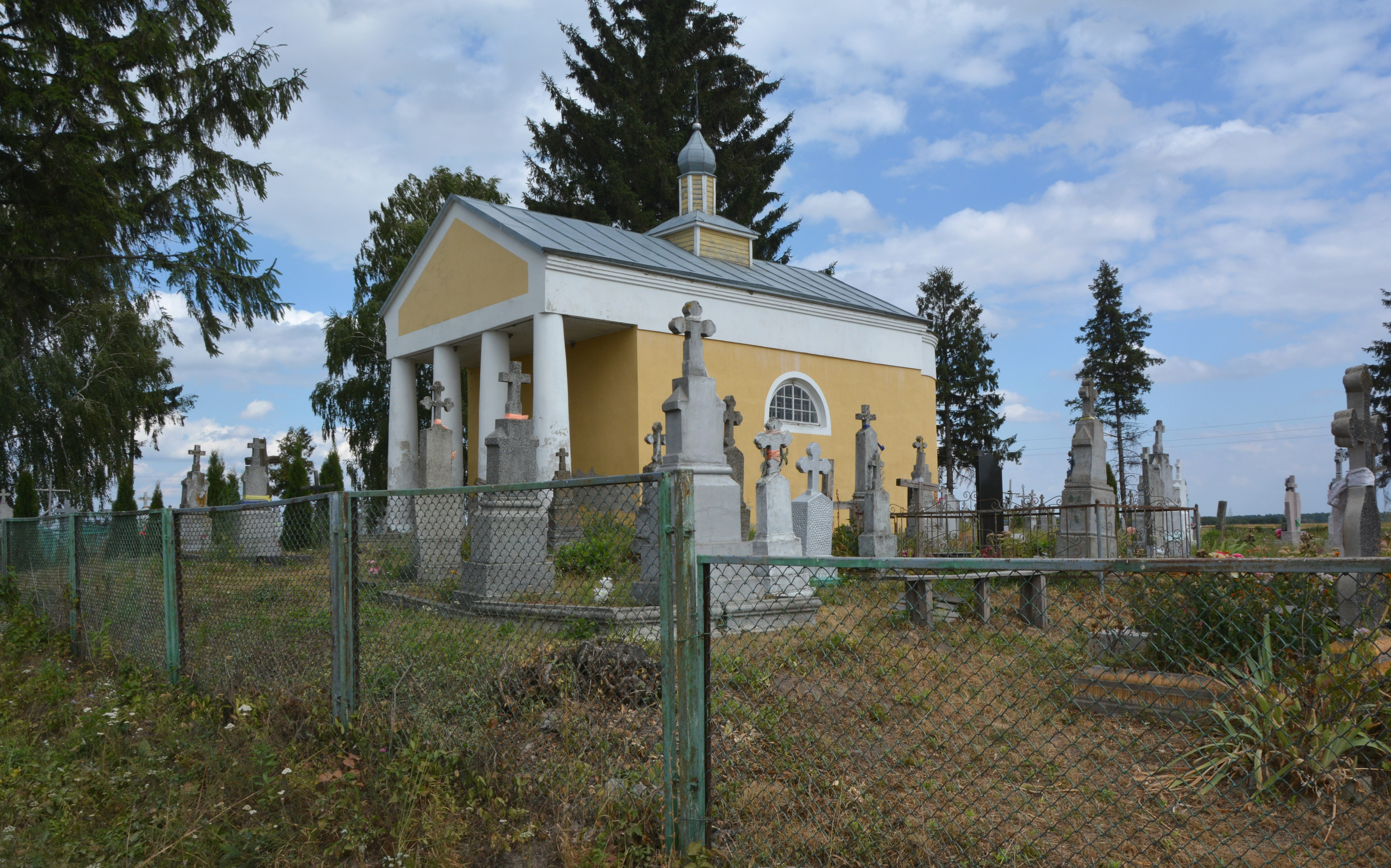
Вигляд з південного сходу
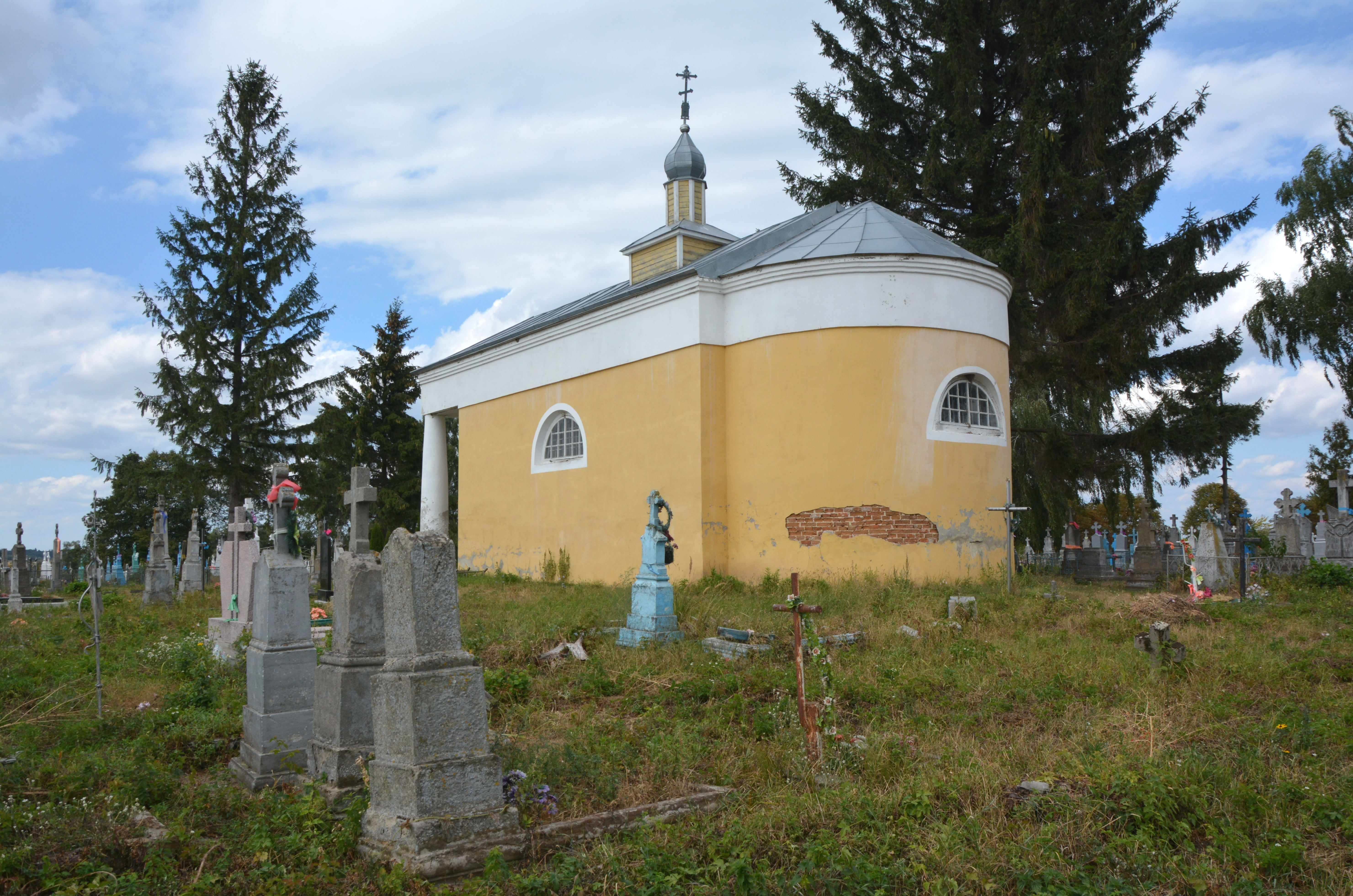
Вигляд з південного заходу
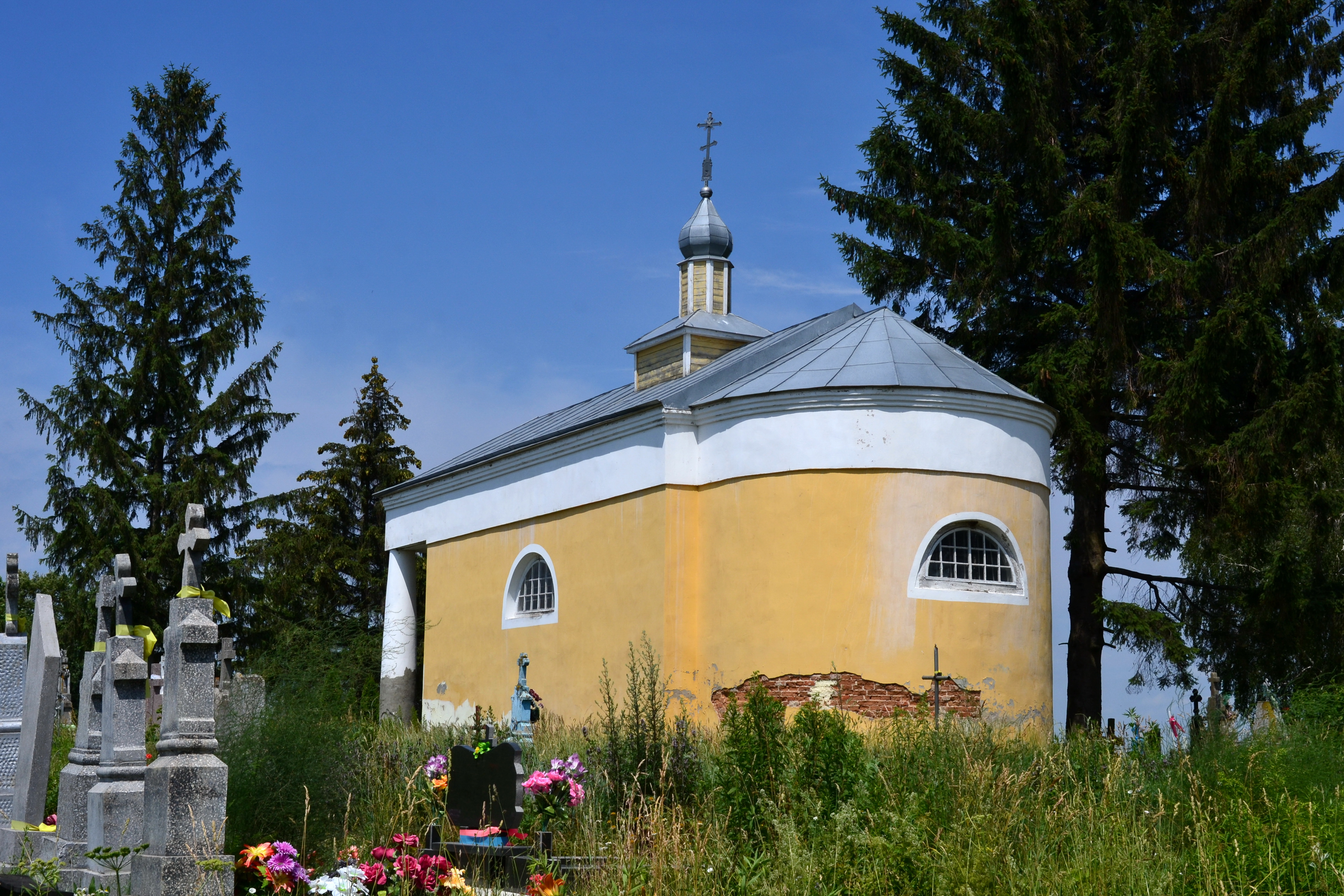
Вигляд з сходу
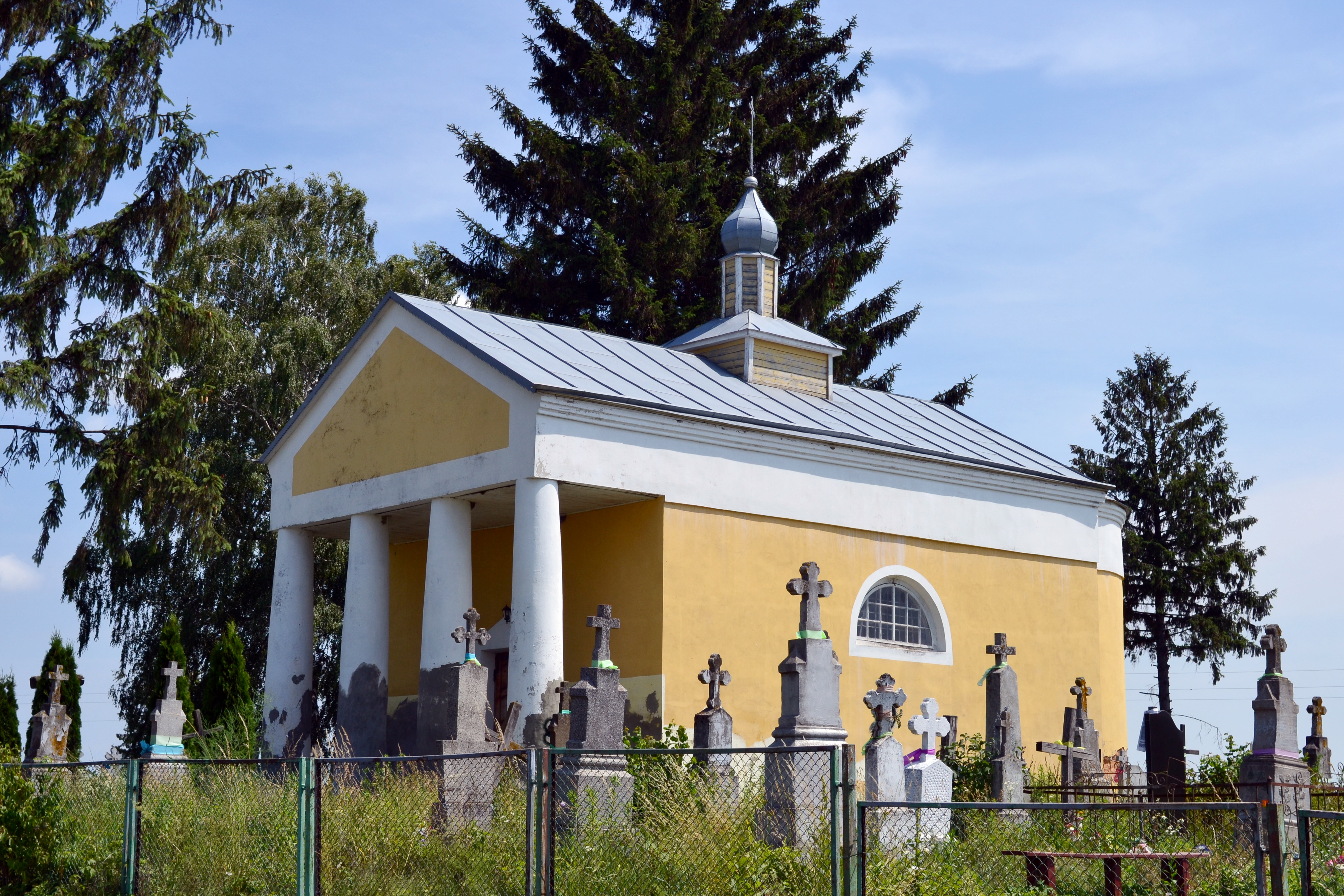
Вигляд з південного заходу
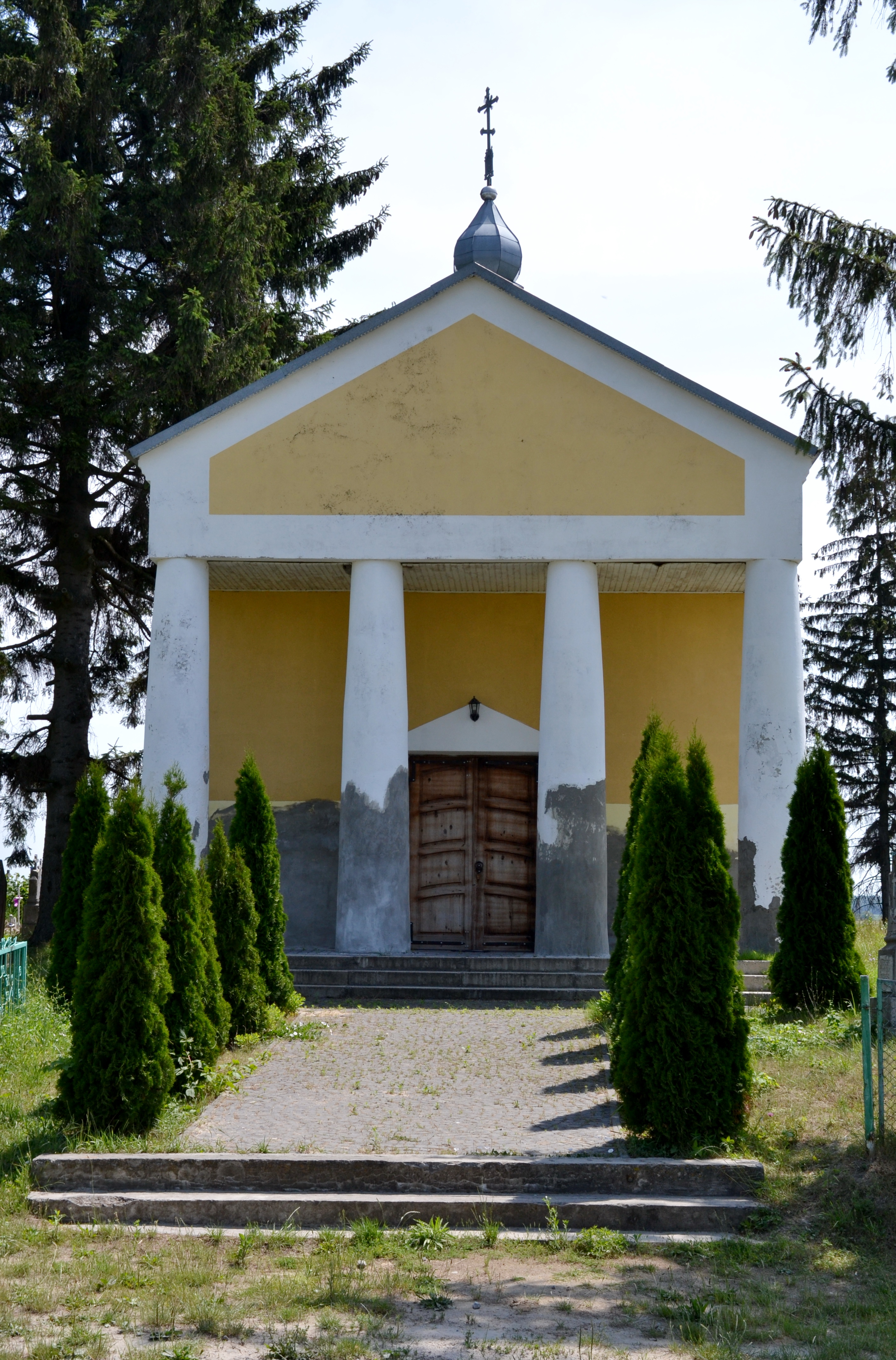
Вигляд зі сходу